# La Gritella
La Gritella és una muntanya de 1.093 metres que es troba entre els municipis de Prades, a la comarca del Baix Camp i de Cornudella de Montsant, a la comarca catalana del Priorat. Forma part de les muntanyes de Prades.